# Aumund-Hammersbeck
Aumund-Hammersbeck ist ein Bremer Ortsteil im Stadtteil Vegesack innerhalb des Stadtbezirks Bremen-Nord. Aumund-Hammersbeck ist 3,19 km² groß und hat 7422 Einwohner.

## Geografie
Aumund-Hammersbeck liegt im nördlichen Teil des Stadtteils Vegesack. Nördlich grenzt Aumund-Hammersbeck an das niedersächsische Schwanewede mit den Orten Beckedorf, Leuchtenburg und Löhnhorst. Südlich von Aumund-Hammersbeck befinden sich die Vegesacker Ortsteile Vegesack und Fähr-Lobbendorf. Östlich befindet sich das Schönebecker Auetal und der Ortsteil Schönebeck. Die südliche Grenze des Ortsteils verläuft größtenteils entlang der Autobahn 270. Die nördliche Grenze verläuft durch die Hammersbecker Wiesen.

## Gliederung
Aumund-Hammersbeck lässt sich in die Orte Aumund und Hammersbeck gliedern, die erst seit den 1920er Jahren zusammengehören.

### Aumund
Aumund ist der ältere der beiden Orte und befindet sich im westlichen und südlichen Teil Aumund-Hammersbecks. Aumund ist das infrastrukturelle Zentrum des Ortsteils. Im Norden Aumunds liegt Neuaumund, welches als Wohnort erst Mitte der 2010er Jahre erschlossen wurde. Zuvor befand sich in Neuaumund nur der Neue Friedhof. Aumund ist geprägt durch überwiegend neue Häuser. Das südliche Aumund dient hauptsächlich als Gewerbegebiet, welches bis nach Hammersbeck reicht. Eine Besonderheit stellt in Aumund eine Exklave da, die 40.000 m² groß ist und sich wenige Meter hinter der eigentlichen Landesgrenze befindet.

### Hammersbeck
Hammersbeck befindet sich östlich von Aumund und im Nordosten von Aumund-Hammersbeck. Heute hat Hammersbeck mehr Einwohner als Aumund. In Hammersbeck gibt es größtenteils ältere Gebäude. Sowohl in Hammersbeck, als auch im Norden Aumunds gibt es weiträumige Feuchtgebiete, unter anderem die Hammersbecker Wiesen und den Kifkenbruch. Hammersbeck weist vor allem im Vergleich zu Aumund eine hohe Bevölkerungsdichte auf.

## Geschichte
Bereits 1144 wurde der erste Ministerial von Oumünde erwähnt, der zu den Rittern des Erzstiftes gehörte. Bis 1422 hat in Aumund ein Herr von Oumünde gelebt. Zuvor wurde 1040 bereits ein Dorf namens Aunon erwähnt. In Aumund gab es durch den Einfluss der Ritter große Belastungen für die Bevölkerung, ähnlich wie in den Nachbarorten. Aumund ist somit auch das älteste Dorf des heutigen Ortsteils. Lange Zeit war das Gebiet des heutigen Aumund-Hammersbecks landwirtschaftlich geprägt. Im Vergleich zu anderen Orten siedelten sich erst spät Industrie und Gewerbe an, obwohl vor allem Hammersbeck bereits früh gute Bedingungen dafür bot. Die ersten Fabriken und Unternehmen siedelten sich in der Borchshöhe (heute Borchshöher/Hammersbecker/Lerchenstraße) an, da es als Übergangsbereich zur Bremer Schweiz einen hohen Baumbestand hatte. Daher gab es dort hauptsächlich Ziegeleien und Baumverarbeitungsfabriken. Dadurch gab es dort schnell ein starkes Bevölkerungswachstum. Nachdem Aumund schon 450 Jahre früher erwähnt wurde, wurde das heutige Hammersbeck 1581 als Amelsbäke erwähnt. Der Name Hammersbeck wurde erst später verwendet und geht auf einen Hof zurück, auf dem ein Ostfriese namens Hammer gewohnt hat. Dieser Hof befand sich an der Beeke. Beide Orte gehörten zur Herrschaft Blumenthals.
Alt-Aumund war bereits im 16. Jahrhundert ein relativ dicht besiedeltes Gebiet, ohne dörflichen Charakter.
Große Neuansiedlungen gab es 1828 an der Borchshöher Straße, Aumunder Weidestraße, Hammersbecker Straße und Gärdesstraße. Seit dem 19. Jahrhundert gehörten die Orte zum Amt Blumenthal, ab 1885 zum Landkreis Blumenthal. Martin Ecks ist einer der Gründer Aumunds, welcher Vorsteher der Gemeinde Fähr war. Diese ging 1907 in Aumund auf. Heute wird auch die Besiedlung südlich von Aumund als Fähr(-Lobbendorf) bezeichnet, ursprünglich waren es allerdings nur wenige Häuser zwischen der heutigen Hammersbecker Straße und dem Friedhof. Am 1. November 1939 wurden Aumund und Hammersbeck von dem Landkreis Osterholz nach Bremen und Vegesack eingemeindet. In den letzten beiden Jahrhunderten hat sich Aumund-Hammersbeck von einem Dorf zu einem durch viel Wohnfläche geprägten Stadtviertel entwickelt. Dafür wurden auch einige Feuchtgebiete trockengelegt. Auch durch die A270 und den Bahnhof Aumund ist die Einwohnerzahl in den letzten 200 Jahren stark gestiegen.

## Kultur und Sehenswürdigkeiten

### Bauwerke
- Friedhofskapelle Aumund

### Parks und Grünanlagen
- Hammersbecker Wiesen

Die Hammersbecker Wiesen sind seit 1936 offiziell Naturschutzgebiet und sind durch die Beckedorfer Beeke entstanden. Die Hammersbecker Wiesen sind 25,8 Hektar groß.
- Kifkenbruch, südlich der Hammersbecker Wiesen, befindet sich ebenfalls an der Beckedorfer Beeke
- Friedhof Neu-Aumund von 1928

## Öffentliche Einrichtungen

### Sicherheit
- Feuer- und Rettungswache 6 der Feuerwehr Bremen in der Aumunder Feldstraße

### Schulen
- Grundschule Borchshöhe, Auf dem Flintacker, Hammersbeck
- Grundschule Hammersbeck im Fährer Flur, Aumund
- Oberschule an der Lerchenstraße, Sekundarstufe I und II, Hammersbeck

### Soziales
- Fröbel-Kindergarten Dobbheide, Hammersbeck
- DRK-Kindergarten Meinert-Löffler-Straße, Aumund
- Kindergarten Neuaumund, Aumund
- Kindergarten Borchshöhe, Hammersbeck
- Werkstatt Bremen – Martinshof, Betriebsstätte Martinsheide

### Sport
Sportanlagen
- Sportanlagen Oberschule Lerchenstraße und Kifkenbruch

Sportvereine
- SV Eintracht Aumund von 1953 e.V.

## Wirtschaft und Verkehr

### Wirtschaft
Die größten Unternehmen in Aumund-Hammersbeck sind:
- Gewosie Wohnungsgenossenschaft Bremen-Nord eG ist mit 4850 Wohnungen das größte Wohnungsunternehmen in Bremen-Nord, Hauptsitz in Aumund.[10]
- Präwest Präzisionswerkstätten in Aumund. Beschäftigt 130 Mitarbeiter im Teilebau für Luft- und Raumfahrt und Fahrzeuge.[11]

Wichtigster Wirtschaftsstandort Aumund-Hammersbecks ist das Gewerbegebiet um die Martinsheide und Am Rabenfeld. Dort befinden sich mehrere große Autohändler und gastronomische Einrichtungen.

### Verkehr

#### Straßen
Mit der Anschlussstelle Vegesack-Mitte der A270 besitzt Aumund-Hammersbeck Autobahnanschluss. Die A270 verbindet Bremen-Rönnebeck mit der A27 (Anschlussstelle Bremen-Nord)
Die wichtigsten Hauptstraßen in Aumund-Hammersbeck sind:
- Aumunder Feldstraße. Diese verbindet in Nord-Süd-Richtung Alt-Aumund mit Hammersbeck.
- Georg-Gleistein-Straße. Diese verläuft am Westrand Aumund-Hammersbecks und verbindet das Vegesacker Zentrum mit dem Aumunder Zentrum
- Hammersbecker Straße. Diese verläuft in West-Ost-Richtung von Blumenthal nach Hammersbeck.

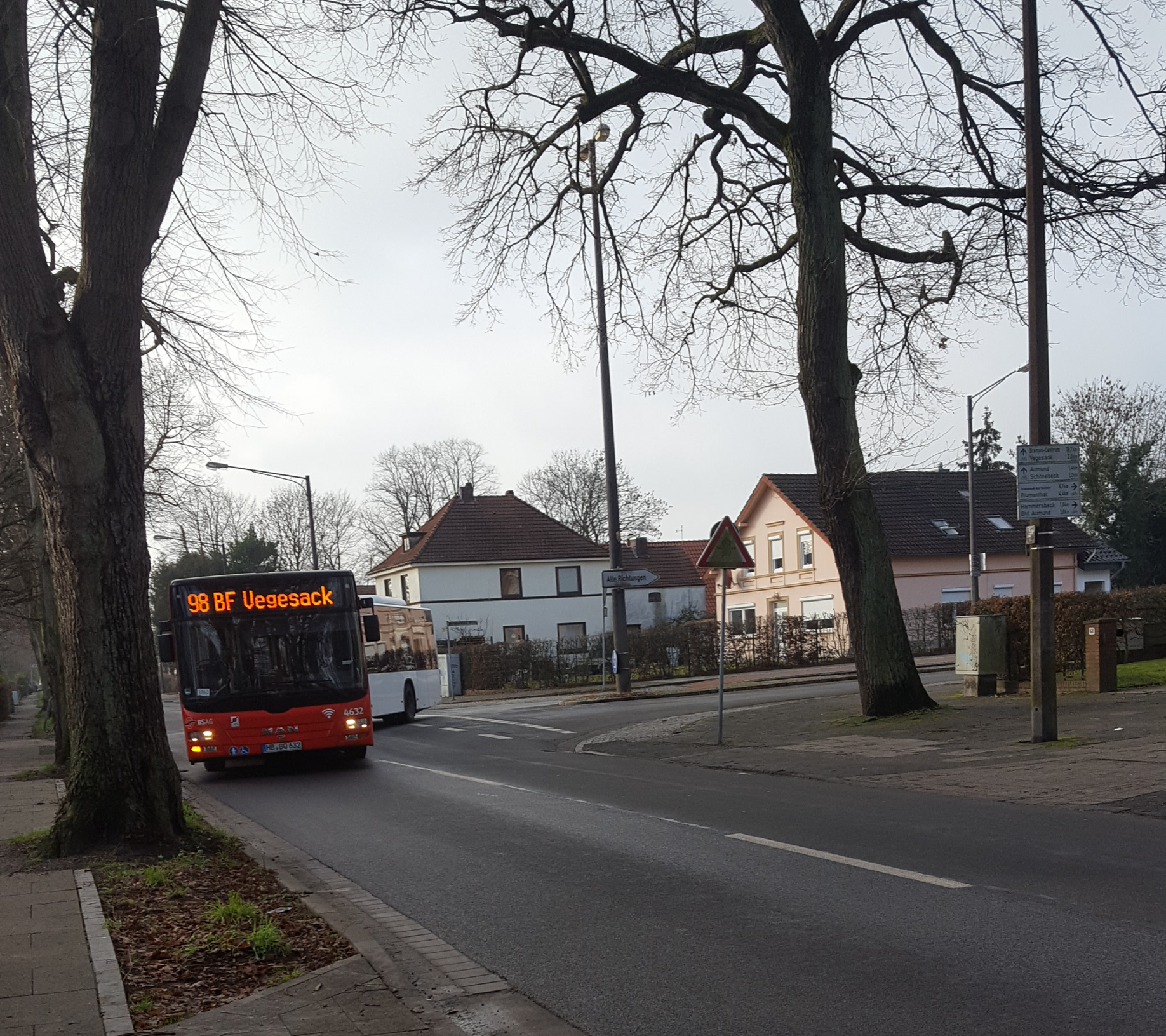
Bus der BSAG an der Haltestelle Borchsholt in Hammersbeck, im Hintergrund typische Hammersbecker Häuser

Die weiteren Hauptstraßen bzw. größeren Straßen sind Dobbheide, Borchshöher Straße, Lerchenstraße, Am Rabenfeld und Meinert-Löffler-Straße.

#### ÖPNV
Der Haltepunkt Bremen-Aumund ist der wichtigste ÖPNV-Umsteigepunkt in Aumund-Hammersbeck. Dieser Haltepunkt liegt an der Bahnstrecke Bremen-Farge–Bremen-Vegesack. 1888 wurde erstmals ein Bahnhof in Aumund namens Aumund-Vulkan eröffnet. In Bremen Aumund hält die RS1, die im 30-Minuten-Takt Bremen-Farge mit Bremen Hbf bzw. Verden (Aller) verbindet. Zudem fahren durch Aumund-Hammersbeck die Buslinien 90, 95, 98 und 677.